# Нонака, Масадзо
Масадзо Нонака (яп. 野中正造, 25 июля 1905, Камитосибэцу, Асёро, Хоккайдо, Япония — 20 января 2019, Асёро, Хоккайдо, Япония) — японский сверхдолгожитель, старейший верифицированный мужчина в мире с 29 января 2018 года до своей смерти.

## Биография
Масадзо Нонака родился 25 июля 1905 года в Камитосибэцу, Асёро, Хоккайдо. Он был старшим сыном основателя онсэна Нонака. У него было два брата и три сестры (все ныне покойные).
Нонака в последнее время проживал в Асёро, Хоккайдо. Он стал самым старым живым мужчиной в префектуре Хоккайдо с момента смерти Тэру Хатакэямы 3 апреля 2016 года. Он стал самым старым мужчиной в Японии после смерти Масамицу Йосиды 29 октября 2016 года.
После смерти Исраэля Криштала 11 августа 2017 года, Нонака был признан самым старым живым мужчиной, подтверждённым исследовательской группой геронтологии. Однако позже последовала верификация Франсиско Нуньеса Оливейры, который был на полгода старше Нонаки. Нонака вновь был признан самым старым живым мужчиной после смерти Франсиско Нуньеса 29 января 2018 года.
Долгожитель любил читать газеты, смотреть поединки сумо и оперу, а также был сладкоежкой.
Скончался во сне 20 января 2019 года.

## Рекорды долголетия
- 3 апреля 2016 года после смерти Теру Хатакеямы стал самым старым человеком в префектуре Хоккайдо из ныне живущих.
- 29 октября 2016 года после смерти Масамицу Йосида стал самым старым мужчиной в Японии из ныне живущих.
- 29 января 2018 года после смерти Франсиско Нуньеса стал самым старым верифицированным мужчиной в мире из ныне живущих.
- 25 июля 2018 года стал 18-м мужчиной в мире, достигшим 113-летнего возраста.
- 12 сентября 2018 года вошёл в список 15 старейших мужчин в истории.
- 7 октября 2018 года Мазадзо стал вторым старейших человеком в префектуре Хоккайдо за всю историю, обогнав по возрасту Мие Исигуро.